# フィロソフィア (小惑星)
フィロソフィア (227 Philosophia) は、小惑星帯に位置する大きな小惑星の一つ。
1882年8月12日にパリでフランスの天文学者、アンリ兄弟の兄ポール＝ピエールによって発見され、哲学を意味する言葉から名づけられた。